# هارون فيرنانديز
هارون فيرنانديز هو لاعب هوكي الحقل كندي، ولد في 13 سبتمبر 1956.

## وصلات خارجية
- هارون فيرنانديز على موقع الاتحاد الدولي للهوكي (الإنجليزية)
- هارون فيرنانديز على موقع اللجنة الأولمبية الدولية (الإنجليزية)
- هارون فيرنانديز على موقع أوليمبيديا (الإنجليزية)
- هارون فيرنانديز على موقع اللجنة الأولمبية الكندية (الإنجليزية)